# Большая Зятица
Большая Зятица (бел. Вялікая Зяціца) — деревня в Мстиславском районе Могилёвской области Белоруссии. Входит в состав Мазоловского сельсовета.

## География
Деревня находится в северо-восточной части Могилёвской области, в пределах Оршанско-Могилёвской равнины, на левом берегу реки Молотовни, на расстоянии примерно 6 километров (по прямой) к югу от Мстиславля, административного центра района. Абсолютная высота — 170 метров над уровнем моря.

## История
В конце XVIII века деревня входила в состав Мстиславского воеводства Великого княжества Литовского.
Согласно «Списку населенных мест Могилёвской губернии» 1910 года издания населённый пункт входил в состав Зятицкого сельского общества Казимирово-Слободской волости Мстиславского уезда Могилёвской губернии. В деревне имелось 25 дворов и проживало 189 человек (88 мужчин и 101 женщина).
До 2013 года Большая Зятица входила в состав ныне упразднённого Селецкого сельсовета.

## Население
По данным переписи 2009 года, в деревне проживало 18 человек.